# アドミラルティ・アーチ

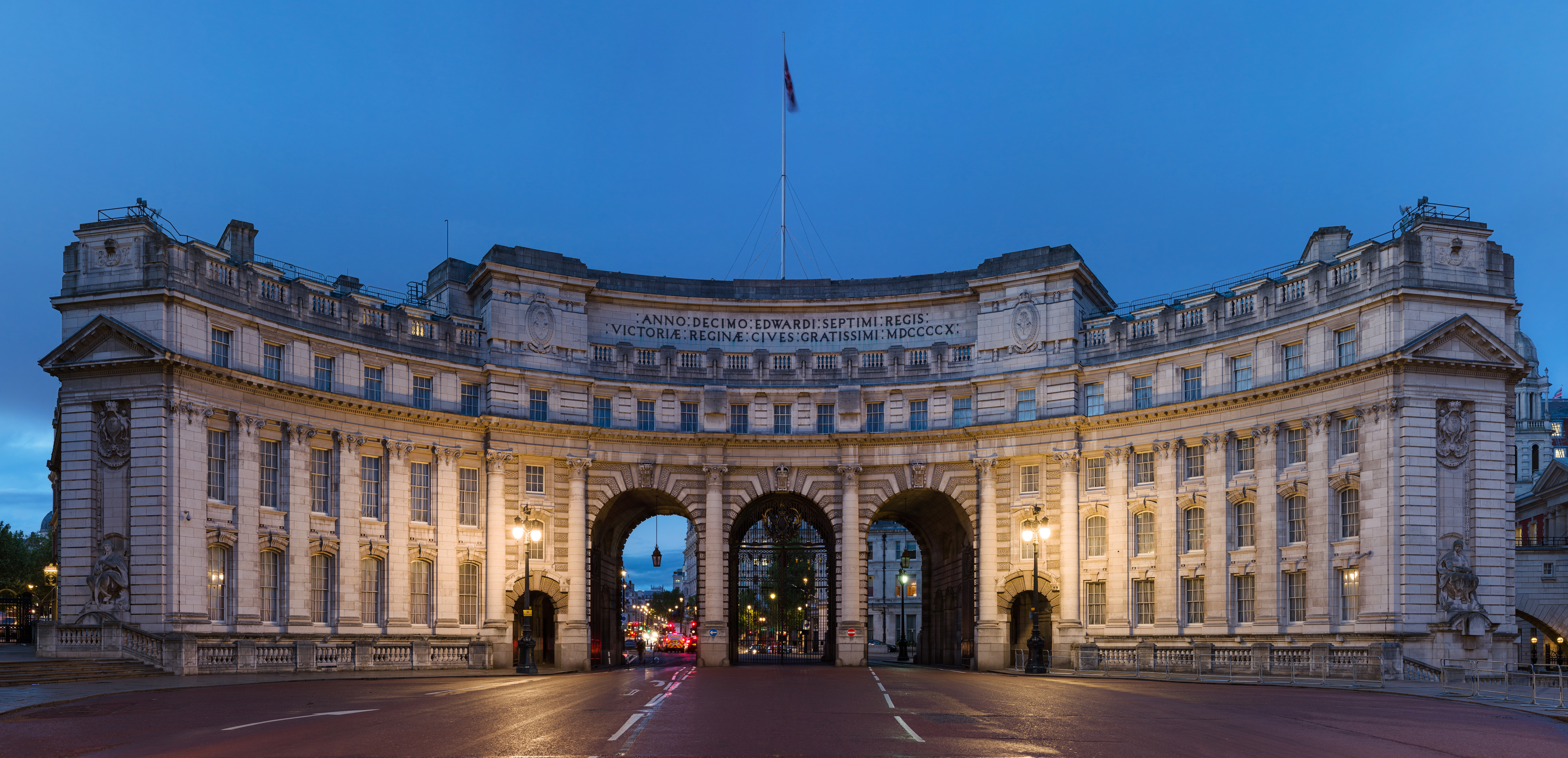
ザ・マルからみたアドミラルティ・アーチ

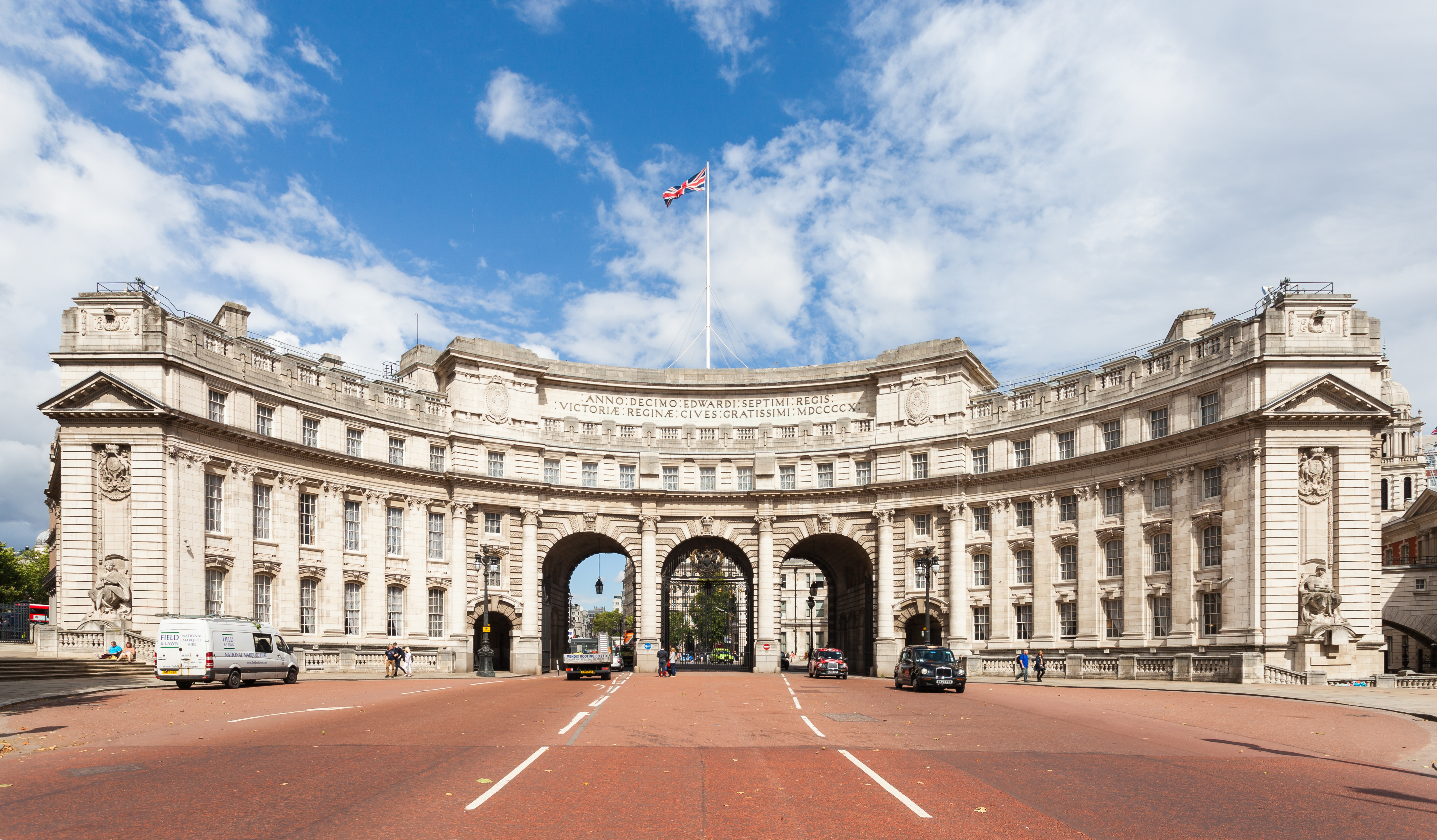

アドミラルティ・アーチ(Admiralty Arch)はロンドンの歴史的建造物で、南西はザ・マル、北東はトラファルガー広場へつながる道にかかるアーチをもつ。アドミラルティ・アーチはグレードⅠの保存建築指定を受けており、かつては政府庁舎でもあったのだが、2012年に不動産開発会社プライム・インベスターズ・キャピタルへ125年の借地権付で売却されたため、高級ホテル「ウォルドーフ・アストリア」として再開発されることとなった。

## 歴史
このアーチはアストン・ウェッブがデザインをてがけ、ジョン・モーレム社が建設を請け負い、1912年に完成した。アーチが隣接する海軍本部（アドミラルティ）がその名前の由来となった。もとはといえばエドワード7世が母であるヴィクトリア女王を記念して建造を命じた建物なのだが、彼が生前にその完成を目にすることはなかった。頂部に象られているラテン語にはこうある。

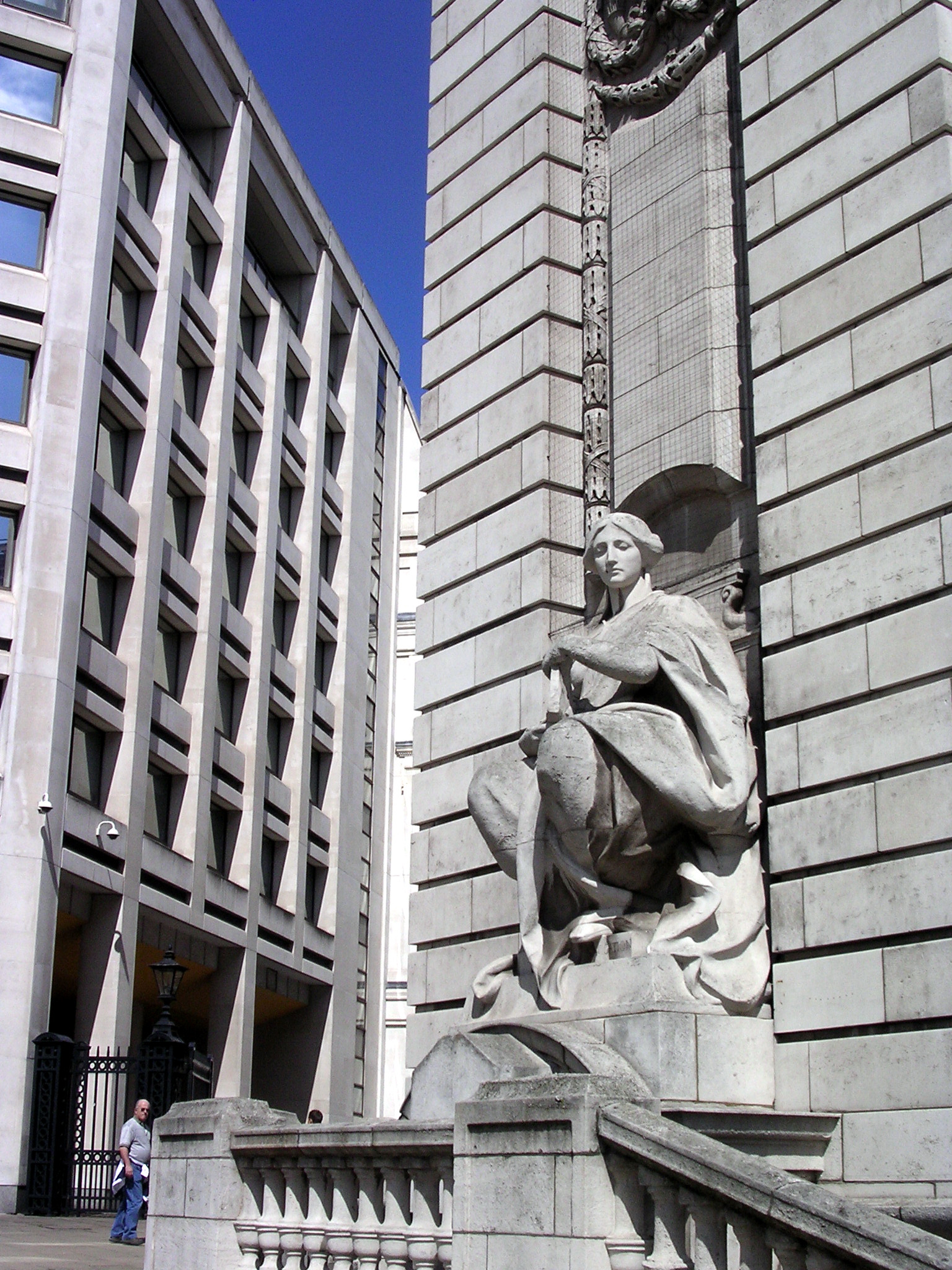
トーマス・ブロックの彫刻「航海術」（Navigation）

2000年、内閣府はあくまでホワイトホールに本部を置きつつもオフィスをこのアーチに移動し、内閣府戦略室および社会的排除対策室もこれに従った。しかし2011年には、政府の「緊縮」政策の一環として、この建物は空屋となり一節には7500万ユーロで売りに出されることになる。2012年10月、プライム・インベスターズ・キャピタルを率いるラフェエル・セラーノがアーチの落札者として報じられた。彼はこの建物を高級ホテルへとつくりかえる計画を持っていた人物だった。こうしてこの不動産は125年の賃貸権付きで売却されたのである。2013年8月、ウェストミンスター市議会はアドミラルティ・アーチの修復と100の客室、宿泊客とプライベートなメンバー向けのクラブを併せ持つ高級ホテルへの改築に手放しの建築許可を出した。

## 式典への使用
トラファルガー広場からザ・マルへ通ずるセレモニーの入場口として、あるいはバッキンガム宮殿へと向かう式典のための道として、アドミラルティ・アーチは祭典行事のたびに重要な役割を果たしている。ロイヤル・ウェディングや国葬、戴冠式のための行列に限らず、たとえば2012年のオリンピックおよびパラリンピックの閉会式の行進のたびにおおくのひとがこのアーチの下を通っていった。

## 鼻

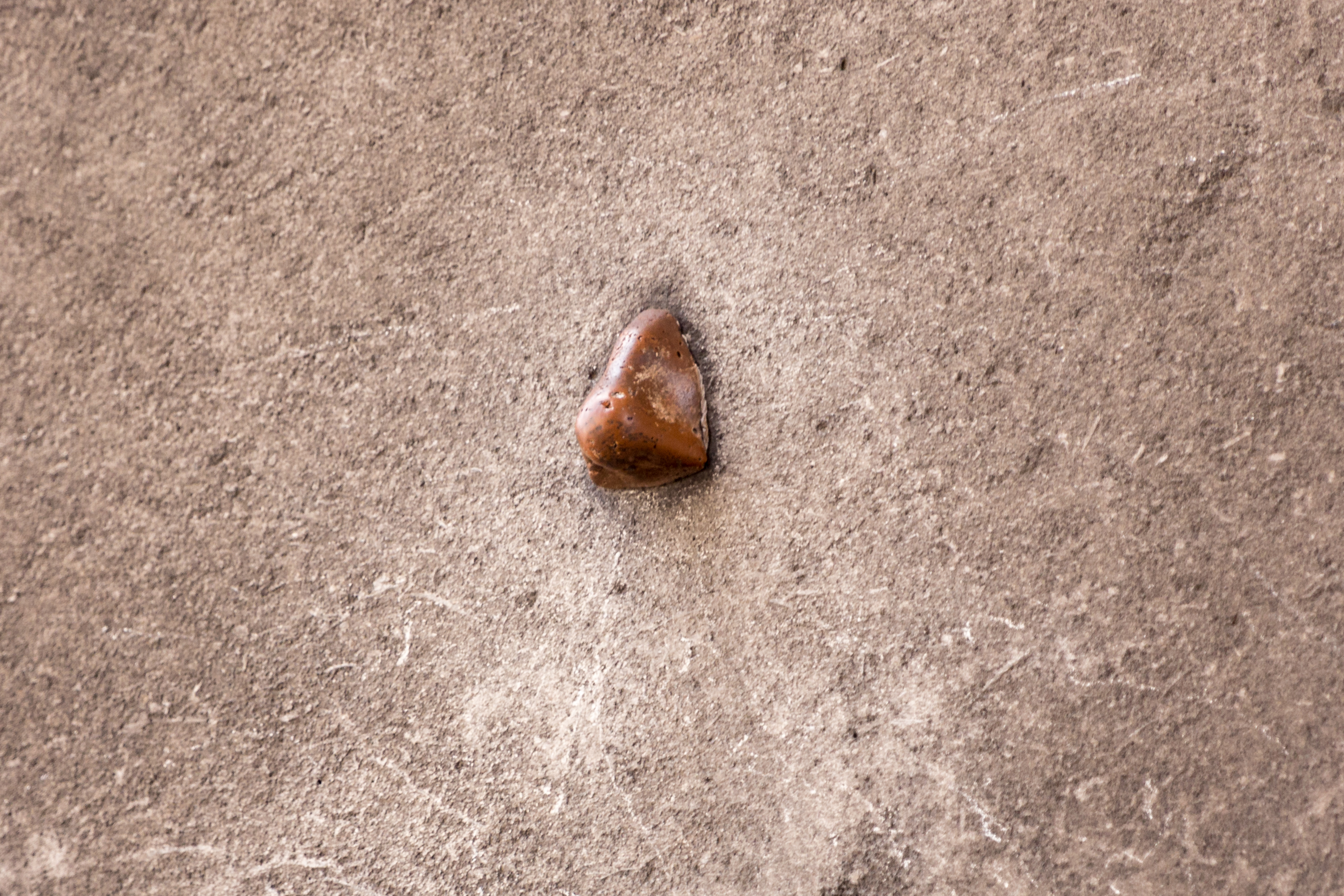
「鼻」

北端のアーチの内壁には、大きさと形が人間そっくりの鼻がそっと飛び出している。これはアーティストのリック・バークレイが1997年に「ビッグ・ブラザー」的社会への反対運動の一環として取り付けたものである。この鼻はおよそ7フィート（2.1メートル）の高さにあり、アーチを馬に乗って通る人間の腰のあたりについている。ロンドン・イーブニング・スタンダード紙がバークレイの仕業であることを暴くまで、この鼻については都市伝説的な由来が広まっていた。この作品は特大の鼻をもつことで知られた初代ウェリントン公爵の名誉をたたえているのだという類のものである。